# Hội nghị Tehran
Hội nghị Tehran (tên mã Eureka; phiên âm tiếng Việt: Hội nghị Tê-hê-răng) là một cuộc họp chiến lược giữa Tổng Bí thư Ban Chấp hành Trung ương Đảng Cộng sản Liên Xô Iosif Vissarionovich Stalin, Tổng thống Hoa Kỳ Franklin D. Roosevelt, và Thủ tướng Anh Winston Churchill từ ngày 28 tháng 11 đến ngày 1 tháng 12 năm 1943, sau cuộc xâm lược Iran của Anh và Liên Xô. Cuộc hội nghị được tổ chức tại đại sứ quán Liên bang Xô Viết tại Tehran, Iran. Đây là cuộc hội nghị về Chiến tranh thế giới lần thứ hai đầu tiên giữa "Tam Cường", ba nhà lãnh đạo của phe Đồng Minh (Liên Bang Xô Viết, Hoa Kỳ, và Vương quốc Anh). Sự kiện diễn ra sau Hội nghị Cairo diễn ra trong ngày 22–26 tháng 11 năm 1943, và trước hội nghị Yalta 1945 và hội nghị Potsdam. Tuy ba nhà lãnh đạo tham gia với mục đích khác nhau, kết quả chính của hội nghị Tehran là cam kết của phe Đồng Minh phương Tây mở mặt trận thứ hai chống lại Đức Quốc Xã. Cuộc hội nghị cũng đề cập đến mối quan hệ của 'Tam Cường' phe Đồng Minh với Thổ Nhĩ Kỳ và Iran, cũng như các chiến dịch tại Nam Tư và chống lại Nhật Bản, và sự dàn xếp dự kiến sau chiến tranh. Một nghị định riêng biệt được ký tại hội nghị cam kết Tam Cường công nhận nền độc lập của Iran.

## Hoàn cảnh
Ngay sau khi cuộc chiến Đức-Liên Xô nổ ra vào tháng 6 năm 1941, Churchill có mong muốn giúp đỡ Liên Xô, và một thỏa thuận được ký kết vào ngày 12 tháng 7 năm 1941. Các phái đoàn đã di chuyển qua lại giữa Luân Đôn và Moskva để sắp xếp sự hỗ trợ và khi Hoa Kỳ tham gia cuộc chiến vào tháng 12 năm 1941, phái đoàn cũng đã đến Washington. Một ủy ban Hội đồng tham mưu trưởng được thành lập để định hướng các chiến dịch của Anh và Mỹ cũng như sự hỗ trợ của họ với Liên Xô. Hậu quả của cuộc chiến tranh toàn cầu, sự thiếu sót của một chiến lược thống nhất cho toàn phe Đồng Minh và sự phức tạp của việc phân bổ lực lượng ở châu Âu và châu Á vẫn chưa được giải quyết, làm nảy sinh sự nghi ngờ lẫn nhau giữa Đồng Minh phương Tây và Liên Xô. Khả năng mở một mặt trận thứ hai để giảm bớt gánh nặng của Đức Quốc Xã lên Hồng Quân Liên Xô tại mặt trận phía Đông vẫn còn bỏ ngỏ, cũng như khả năng hợp tác khi mà cả Anh và Liên Xô đều hướng về Mỹ để được hỗ trợ tài chính và quân sự và căng thẳng giữa Mỹ và Anh do Washington không mong muốn ủng hộ Đế quốc Anh trong trường hợp phe Đồng Minh chiến thắng. Ngoài ra, cả Anh và Mỹ đều không sẵn sàng cho Stalin tùy ý hành động ở Đông Âu và cuối cùng, không có một chính sách chung nào để đối phó với nước Đức sau Hitler. Đàm thoại về những vấn đề này giữa Churchill, Roosevelt, và Stalin được thực hiện qua điện báo và các đại sứ—nhưng rõ ràng đàm phán trực tiếp rất cần thiết lúc bấy giờ.
Stalin đã lưỡng lự khi phải rời Moskva và không muốn di chuyển bằng đường không, còn Roosevelt thì bị thương tật và cảm thấy đi lại rất khó khăn. Churchill là một người đam mê du lịch và, trong việc tham gia hội nghị thời chiến, đã gặp Roosevelt năm lần ở Bắc Mỹ, hai lần ở châu Phi và cũng tham dự hai cuộc gặp trước đó với Stalin tại Moskva. Để tổ chức cuộc họp cấp bách này, Roosevelt đã cố gắng thuyết phục Stalin đến Cairo. Stalin từ chối và đề nghị gặp mặt ở Baghdad hoặc Basra, cuối cùng tất cả thống nhất gặp ở Tehran vào tháng 11 năm 1943.

## Diễn biến

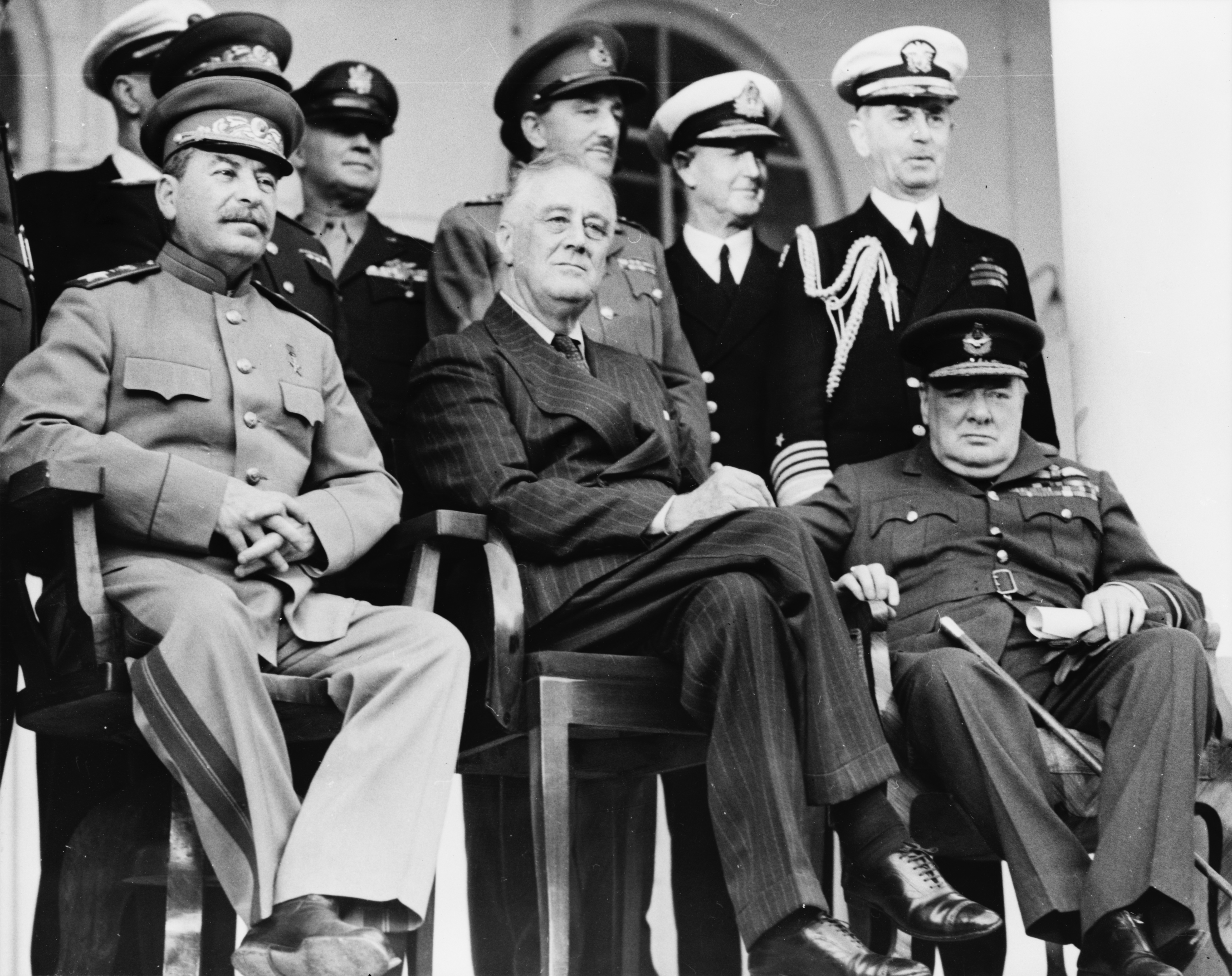
Tehran, Iran, tháng 12 năm 1943—Hàng đầu: Nguyên soái Stalin, Tổng thống Roosevelt, Thủ tướng Churchill tại mái cổng của Đại sứ quán Liên Xô—Hàng sau: Tướng H.H. Arnold, Đại tướng Không Quân Hoa Kỳ; Tướng Alan Brooke, Tổng tham mưu trưởng quân đội hoàng gia; Đô đốc Cunningham, Tổng tư lệnh; Đô đốc William Leahy, Chánh văn phòng Tổng thống Roosevelt.

Cuộc hội nghị được bắt đầu từ 16:00 ngày 28 tháng 11 năm 1943. Stalin đến rất sớm, tiếp đó là Roosevelt ngồi trong xe lăn từ chỗ ở của ông nằm kế nơi tổ chức cuộc họp. Roosevelt, đã di chuyển một quãng đường 7.000 kilômét (4.000 mi) để tham dự và sức khỏe đã suy yếu lần đầu tiên gặp Stalin. Churchill, đi cùng với nhân viên của mình từ chỗ ở gần đó và đến sau nửa tiếng. Theo Charles Bohlen, thông dịch viên của Roosevelt, Roosevelt được hộ tống bởi Averell Harriman và Harry Hopkins. Stalin được hố tống bởi Vyacheslav Molotov và Kliment Voroshilov. Churchill đi cùng Anthony Eden và Hasting Ismay, thông dịch viên cho ông là Thiếu tá Arthur Birse.

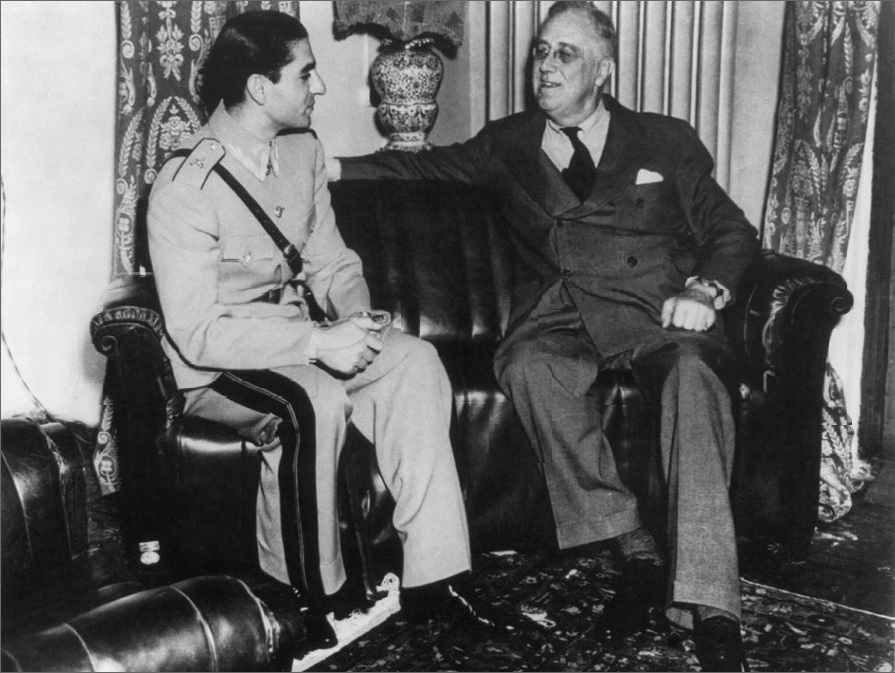
Mohammad Reza Pahlavi, không lâu sau khi cha ông phải thoái vị trong cuộc Xâm lược Iran của Anh-Xô, gặp gỡ Tổng thống Mỹ Franklin D. Roosevelt trong cuộc hội nghị

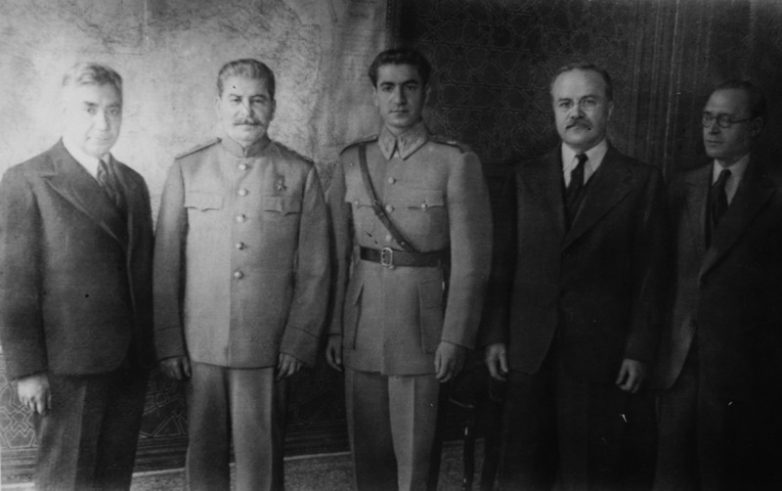
Pahlavi (giữa), chụp cùng Joseph Stalin (phải) tại Hội nghị Tehran (1943)

Do Stalin đã ủng hộ việc mở mặt trận thứ hai từ 1941, ông rất hài lòng và cảm thấy đã đạt được mục tiêu chính cho cuộc gặp gỡ. Tiếp đó, Stalin đồng ý tham chiến chống lại Nhật Bản một khi Đức bị đánh bại.
Stalin thúc giục một thay đổi đường biên giới phía Đông của Ba Lan với Liên Xô để phù hợp với đường biên do Bộ trưởng Ngoại giao Anh Lord Curzon năm 1920. Để bù cho phần lãnh thổ Ba Lan bị mất, ba nhà lãnh đạo thống nhất sẽ dịch biên giới Đức-Ba Lan đến sông Oder và sông Neisse. Tuy nhiên, quyết định này không được phê chuẩn cho đến Hội nghị Potsdam năm 1945.

Các nhà lãnh đạo tiếp tục thảo luận những điều kiện để các nước Đồng Minh phương Tây mở mặt trận thứ hai bằng cách xâm chiếm miền Bắc nước Pháp (Chiến dịch Overlord), điều mà Stalin đã hối thúc từ năm 1941. Đến thời điểm này Churchill đã ủng hộ những chiến dịch chung giữa lực lượng Anh, Mỹ và Khối Thịnh vượng chung Anh ở vùng Địa Trung Hải, do thực hiện Overlord năm 1943 là không thể vì thiếu tàu thuyền, tức chỉ còn vùng Địa Trung Hải và Ý là những mục tiêu khả thi cho năm 1943. Hội nghị đã đồng thuận chiến dịch Overlord sẽ được tiến hành vào tháng năm 1944; Stalin đồng ý hỗ trợ bằng cách mở đợt tấn công quy mô lớn lên mặt trận phía Đông Đức cùng thời điểm để chuyển hướng quân Đức khỏi miền Bắc nước Pháp.
Iran và Thổ Nhĩ Kỳ được đề cập rất chi tiết trong hội nghị. Roosevelt, Churchill, và Stalin đều đồng ý ủng hộ chính phủ Iran, được chỉ ra trong tuyên bố sau:
Ba nhà nước chính phủ nhận thấy rằng chiến tranh đã gây ra những khó khăn kinh tế đặc biệt nghiêm trọng cho Iran, và tất cả thống nhất sẽ tiếp tục cung cấp cho Chính phủ Iran hỗ trợ kinh tế hết mức có thể, liên quan đến gánh nặng đè lên vai họ qua những chiến dịch quân sự toàn cầu, và liên qua đến sự thiếu hụt phương tiện vận chuyển, vật liệu thô, và nguồn cung cho tiêu dùng của thường dân trên toàn thế giới.

Đồng thời, Liên Xô được yêu cầu cam kết hỗ trợ Thổ Nhĩ Kỳ nếu họ tham gia chiến tranh. Roosevelt, Churchill và Stalin đều cho rằng nếu Thổ Nhĩ Kỳ tham chiến với phe Đồng Minh trước khi hết năm sẽ là tốt nhất.
Tuy đã chấp nhận những đề nghị trên, Stalin thống trị cuộc hội nghị. Ông dùng uy tín của chiến thắng của Liên Xô tại trận vòng cung Kursk để làm theo ý mình. Roosevelt có ý định phản kháng những yêu cầu liên tiếp của Stalin, nhưng không làm được gì ngoại trừ xoa dịu Stalin. Churchill khẳng định Ý năm 1943, rồi Overlord năm 1944, với lý do rằng Overlord là không thể trong năm 1943 do không có đủ tàu thuyền và sẽ ngoài sức tưởng tượng để thực hiện bất kì điều gì quan trọng trước khi chiến dịch được tiến hành.
Churchill đề xuất với Stalin sự dịch chuyển về phía Tây của Ba Lan, và Stalin đồng ý. Điều đó cho người dân Ba Lan vùng đất công nghiệp hóa của Đức về phía Tây và loại bỏ đầm lầy ở phía Đông, đồng thời cho Liên Xô một vùng đất đệm chống lại quân xâm lược.

### Cuộc họp bữa tối
Trước khi Cuộc họp Ba Bên diễn ra vào ngày 29 tháng 11 năm 1943, Churchill cho Stalin xem một thanh kiếm lễ đặc biệt ("Thanh gươm Stalingrad", được làm tại Sheffield), như là món quà của Vua George VI cho người dân của Stalingrad và nhân dân Liên Xô, kỷ niệm chiến thắng của Liên Xô trong trận Stalingrad. Stalin nhận thanh kiếm đã được bọc bằng cả hai tay và hôn lên bao kiếm. (Sau đó ông đưa cho Nguyên soái Kliment Voroshilov, người đã lỡ tay làm thanh gươm rơi xuống đất.)
Không có sự giúp đỡ của Mỹ phe Đồng Minh sẽ không bao giờ có thể thắng cuộc chiến.— Joseph Stalin, trong bữa tối tại Hội nghị Tehran.

Stalin đề xuất xử tử 50.000–100.000 sĩ quan Đức để Đức không thể chuẩn bị cho trận chiến nào khác. Roosevelt, tin rằng Stalin không nghiêm túc, đùa rằng "có lẽ 49.000 là đủ". Churchill, mặt khác, lên cơn phẫn nộ và lên án "cuộc hành quyết máu lạnh những người lính đã chiến đấu vì Tổ quốc của họ". Ông nói rằng chỉ tội phạm chiến tranh mới phải bị xét xử theo luật của Văn bản Moskva, mà ông đã tự tay soạn thảo. Ông bỏ ra khỏi phòng ăn, nhưng rồi vào lại khi Stalin nói rằng ông chỉ đang đùa. Churchill mừng rằng Stalin dịu lại, nhưng nghĩ rằng Stalin đang thăm dò thái độ của ông.

## Tuyên bố
Ngày 1 tháng 12 năm 1943, ba nhà lãnh đạo ngồi lại với nhau và đưa ra những tuyên bố và đàm phán các quyết định quân sự tại hội nghị.
Tuyên bố của ba cường quốc về Iran:
Iran sẽ tham chiến chống lại Đức, kẻ thù chung của ba cường quốc. Stalin, Churchill, và Roosevelt chỉ ra nhu cầu tài chính cấp thiết của Iran trong chiến tranh, và khả năng cần viện trợ thời hậu chiến. Ba cường quốc tuyên bố sẽ tiếp tục hỗ trợ Iran. Chính phủ Iran và ba cường quốc đạt được một thỏa thuận giải quyết tấn cả mâu thuẫn nhằm giữ nên độc lập, chủ quyền và thống nhất của Iran. Hoa Kỳ, Liên Xô, và Anh mong muốn Iran theo những nước đồng minh khác lập lại hòa bình ngay khi chiến tranh kết thúc, điều này sẽ được đồng ý ngay khi tuyên bố được đưa ra.
Kết luận:
1. Du kích Nam Tư còn được biết với tên gọi Quân đội Giải phóng Nhân dân Nam Tư sẽ được hỗ trợ bằng nguồn cung và thiết bị tốt nhất có thể và cũng bằng các chiến dịch biệt kích.
2. Các nhà lãnh đạo nhấn mạnh rằng họ mong muốn Thổ Nhĩ Kỳ về phe họ trong trường hợp tham chiến trước cuối năm.
3. Các nhà lãnh đạo ghi chú phát biểu của Stalin rằng nếu Thổ Nhĩ Kỳ tham chiến chống lại Đức, và Bulgaria tuyên chiến hoặc tấn công Thổ Nhĩ Kỳ, Liên Xô sẽ ngay lập tức tuyên chiến với Bulgaria. Hội nghị ghi chú thêm rằng điều này có thể được đề cập trong những cuộc đàm phán sắp tới để Thổ Nhĩ Kỳ tham chiến.
4. Cuộc tấn công xuyên eo biển vào Pháp (Chiến dịch Overlord) sẽ được bắt đầu vào tháng 5 năm 1944, kết hợp với một chiến dịch tấn công vào miền Nam nước Pháp. Chiến dịch thứ hai sẽ được tiến hành trên quy mô lớn nhất mà khả năng đổ bộ cho phép. Hội nghị tiếp tục ghi chú khẳng định của Joseph Stalin rằng quân đội Xô Viết sẽ tấn công vào khoảng cùng thời gian với chiến dịch nhằm mục đích ngăn chặn quân Đức di chuyển từ mặt trận phía Đông sang mặt trận phía Tây.
5. Các nhà lãnh đạo nhất trí rằng các sĩ quan viên chức của ba cường quốc phải giữ liên lạc chặt chẽ với nhau về các hoạt động quân sự sắp xảy ra ở châu Âu. Cụ thể, cả ba nhất trí là một kế hoạch che đậy để đánh lạc hướng quân thù về những chiến dịch này nên được phối hợp giữa những quan chức liên quan.

Quyết định chính trị:
Stalin và Churchill thảo luận về biên giới Ba Lan trong tương lai và quyết định chọn đường Curzon ở phía Đông và đường Oder-Neisse ở phía Tây. Roosevelt yêu cầu được miễn tất cả cuộc bàn luận về Ba Lan khi xét về ảnh hưởng của những quyết định đó lên người bỏ phiếu Ba Lan tại Mỹ và cuộc bầu cử 1944 sắp tới. Quyết định này không được phê chuẩn cho đến Hội nghị Potsdam 1945.
Trong quá trình đàm phán tại cuộc hội nghị, Roosevelt chỉ đảm bảo sự sáp nhập của Cộng hòa Lithuania, Latvia, và Estonia vào Liên bang Xô Viết sau khi người dân bỏ phiếu về những quyết định này. Stalin không chấp nhận bất kì sự can thiệp quốc tế nào vào các cuộc bỏ phiếu, và tất cả vấn đề phải được giải quyết theo hiến pháp Liên Xô.

## Kết quả
Quân Du kích Nam Tư được hỗ trợ toàn bộ từ phe Đồng Minh, và hỗ trợ của quân Đồng Minh cho quân Chetnik bị cắt đứt (họ được tin là hợp tác với quân Đức Quốc Xã chiếm đóng thay vì đấu tranh chống lại chúng); xem Nam Tư và khối Đồng Minh.
Quân Du kích Cộng sản dưới trướng Tito nắm quyền lãnh đạo Nam Tư sau khi quân Đức dần rút khỏi vùng Balkan trong giai đoạn 1944–45.
Tổng thống Thổ Nhĩ Kỳ trao đổi với Roosevelt và Churchill tại Hội nghị Cairo tháng 11 năm 1943, và hứa sẽ tham chiến khi nước ông được trang bị đầy đủ. Tháng 8 1944 Thổ Nhĩ Kỳ cắt đứt quan hệ với Đức. Tháng 2 1945, Thổ Nhĩ Kỳ tuyên chiến với Đức và Nhật. Đây có thể là quyết định bước ngoặt giúp Thổ Nhĩ Kỳ tham gia vào tổ chức Liên Hợp Quốc tương lại.

### Chiến dịch Overlord
Roosevelt và Stalin dành nhiều thời gian để thuyết phục Churchill xâm lược Pháp, và thành công ngày 30 tháng 11 khi Roosevelt thông báo tại buổi trưa là họ sẽ mở cuộc xâm chiếm vào tháng 5 năm 1944. Stalin rất hài lòng, do ông là người đã thúc giục các đồng minh tấn công từ phía Tây để giảm bớt gánh nặng cho mặt trận phía Đông với quân lính của ông. Đây có thể là quyết định quan trọng nhất của cuộc hội nghị, vì nó đã đạt được mục tiêu là cứu trợ cho quân Liên Xô, dẫn đến cuộc tiến quân của Hồng quân Liên Xô về Đức, một cuộc hành quân mà Hitler không thể đẩy lùi.

### Liên Hợp Quốc
Hội nghị Tehran cũng là một trong những cuộc hội đàm đầu tiên về sự thành lập của Liên Hợp Quốc. Tổng thống Roosevelt lần đầu tiên giới thiệu Stalin ý tưởng về một tổ chức quốc tế bao gồm tất cả quốc gia, một địa điểm để giải quyết những vấn đề chung, và một vật cản chống lại những kẻ xâm lược trên thế giới. Với việc Đức đã đẩy thế giới vào hỗn loạn lần thứ hai, cả ba nhà lãnh đạo đồng ý rằng cần phải có biện pháp ngăn chặn một cuộc chiến tương tự diễn ra.

### Sự chia cắt nước Đức
Tất cả những người tham dự đều nhất trí rằng Đức phải bị chia cắt sau chiến tranh, với sự bất đồng trong số phần bị chia cần thiết để Đức không thể gây chiến. Tuy những con số được đưa ra rất cách biệt và không đạt được kết quả chung, các cường quốc sẽ chia Đức thành hai phần cho đến cuối Chiến tranh Lạnh.

### Liên Xô tham gia chiến tranh Thái Bình Dương
Ngày 29 tháng 11, Roosevelt đặt ra năm câu hỏi cho Stalin về tin tức và thông tin tình báo liên quan các hải cảng ở Nhật và Siberia và về các sân bay quân sự tại các vùng duyên hải cho tận 1.000 máy bay ném bom hạng nặng. Ngày 2 tháng 2, Stalin nói với đại sứ quán Mỹ là Hoa Kỳ có thể điều 1.000 máy bay ném bom từ Siberia sau khi Liên Xô tuyên chiến với Nhật Bản (Vladivostok nằm ở cực Đông của Nga, không phải Siberia).

## Cáo buộc âm mưu ám sát
Theo báo cáo của Liên Xô, đặc vụ Đức Quốc xã dự định giết ba nhà lãnh đạo của Tam Cường tại hội nghị Tehran, nhưng hủy bỏ vụ ám sát ngay từ khâu lên kế hoạch. Bộ Dân ủy Nội vụ, đơn vị chống tình báo của Liên Xô, cảnh báo Mike Reilly đầu tiên, phụ trách an ninh của Roosevelt, về kế hoạch ám sát đáng ngờ vài ngày trước khi Roosevelt đến Tehran. Reilly đến Tehran sớm trước vài ngày để đánh giá các mối nguy hiểm an ninh và xem xét những tuyến đường khả thi từ Cairo đến Tehran. Ngay trước khi Reilly trở về Cairo, Bộ Dân ủy Nội vụ thông báo cho ông rằng vài chục lính Đức đã thâm nhập Tehran bằng dù ngày hôm trước. Bộ Dân ủy Nội vụ nghi ngờ rằng đặc vụ Đức dự tính giết ba nhà lãnh đạo tại cuộc hội nghị.
Khi thảo luận về vấn đề chỗ ở trong khi cuộc hội nghị diễn ra, cả Stalin và Churchill đều mời Roosevelt ở cùng họ trong thời gian hội nghị. Tuy nhiên, Roosevelt muốn tránh việc phải chọn một đồng minh duy nhất và quyết định ở Đại sứ quán Hoa Kỳ, Tehran nhằm giữ sự độc lập. Roosevelt đến Tehran ngày 27 tháng 11 năm 1943 và cư ngụ tại đại sứ quán. Gần giữa đêm, Vyacheslov Molotov,người hỗ trợ hàng đầu của Stalin, cho gọi Archibald Clark Kerr (Đại sứ Anh ở Liên Xô) và Averell Harriman (Đại sứ Mỹ ở Liên Xô) đến đại sứ quán Liên Xô, cảnh báo họ về âm mưu ám sát ba nhà lãnh đạo. Molotov cho biết một vài tên sát thủ đã bị bắt giữ, nhưng số lượng sát thủ hộ trợ được dự báo là rất lớn và bày tỏ mối quan ngại cho sự an toàn của Tổng thống Roosevelt. Molotov khuyên Roosevelt nên di chuyển đến đại sứ quán Anh hoặc Nga.
Phía Mỹ nghi ngờ Stalin đã dựng nên kế hoạch ám sát làm cớ để Roosevelt di chuyển sang đại sứ quán Nga. Mike Reilly, giám đốc Cơ quan Mật vụ Hoa Kỳ, khuyên ông đến một trong hai đại sứ quán vì sự an toàn của chính ông. Một trong những nguyên nhân chính cho quyết định này là quãng đường mà Churchill và Stalin phải đi để gặp mặt tại đại sứ quán Mỹ. Harriman nhắc Tổng thống rằng phía Mỹ sẽ phải chịu trách nhiệm nếu Stalin hay Churchill bị ám sát trên đường đến chỗ ông xuyên thành phố. Cùng ngày, Molotov đồng ý tổ chức tất cả cuộc họp tại đại sứ quán Mỹ vì Roosevelt gặp khó khăn khi đi lại. Thời điểm Molotov thông báo về âm mưu ám sát đêm hôm đó dấ lên nghi ngờ là mục đích của ông là giữ cho Stalin an toàn trong những bức tường có lính gác của đại sứ quán Nga. Harriman nghi ngờ về sự tồn tại của một kế hoạch ám sát, nhưng vẫn hối thúc Tổng thống đổi chỗ ở để tránh việc bị coi là đặt Churchill và Stalin vào nguy hiểm. Roosevelt không tin có một mối nguy thật sự nào về việc ám sát, nhưng vẫn đồng ý di chuyển gần hơn với hai nhà lãnh đạo kia. Sống trong đại sứ quán Nga cho Roosevelt cơ hội tiếp xúc trực tiếp với Stalin xây dựng niềm tin với ông. Stalin mong Roosevelt trong đại sứ quán của mình vì nó loại bỏ nhu cầu di chuyển ra ngoài và cho phép ông theo dõi Roosevelt dễ dàng hơn. Đại sứ quán Nga được canh gác bởi hàng ngàn cảnh sát ngầm và nằm ngay cạnh đại sứ quán Anh, giúp ba nhà lãnh đạo họp an toàn.
Sau khi cuộc hội nghị kết thúc, Harriman hỏi Molotov có hay không âm mưu ám sát ở Tehran. Molotov trả lời họ biết có đặc vụ Đức ở Tehran, nhưng không biết rõ về một kế hoạch ám sát cụ thể. Câu trả lời của Molotov giảm thiểu sự quả quyết của phía Liên Xô về khả năng ám sát, đồng thời nhấn mạnh rằng Stalin nghĩ Tổng thống Roosevelt sẽ an toàn hơn tại đại sứ quán Nga. Các báo cáo tình báo của Anh và Mỹ nhìn chung khẳng định không có một âm mưu ám sát nào và Otto Skorzeny, người được cho là chỉ huy chiến dịch, phát biểu sau này rằng Hitler đã cho đây là ý định bất khả thi ngay cả trước khi kế hoạch nào được đưa ra. Vấn đề này tiếp tục được nghiên cứu bởi một số nhà sử học Nga.

### Trích dẫn
1. ↑  Churchill, Winston Spencer (1951). The Second World War: Closing the Ring. Houghton Mifflin Company, Boston. tr. 642.
2. 1 2 3 4 5 6  Service, Robert (2005). Stalin: A Biography. Cambridge, Massachusetts: Harvard University Press. tr. 459–60. ISBN 978-0-674-01697-2.
3. ↑  Tolstoy, Nikolai (1981). Stalin's Secret War. Holt, Rinehart and Winston. tr. 57.
4. ↑  Overy, Richard (1996). Why the Allies Won. New York: W.W. Norton & Company. tr. 245–246. ISBN 978-0-393-03925-2.
5. ↑  Office of the Historian (2016). "The Tehran Conference, 1943". Milestones 1937–1945. Bộ Ngoại giao Hoa Kỳ.
6. ↑  "Milestones: 1937–1945". Office of the Historian. Bộ Ngoại giao Hoa Kỳ. Truy cập ngày 7 tháng 6 năm 2014.
7. ↑  Declaration of the Three Powers Regarding Iran – ngày 1 tháng 12 năm 1943
8. ↑  McNeill, American, Britain and Russia (1953). trang 353.
9. ↑  Beevor, Antony. Stalingrad. ISBN 978-0-14-024985-9.
10. ↑  "One War Won". Time. ngày 13 tháng 12 năm 1943. Bản gốc lưu trữ ngày 1 tháng 3 năm 2011. Truy cập ngày 15 tháng 4 năm 2019.
11. ↑  Robert Gellately (2013). Stalin's Curse: Battling for Communism in War and Cold War. Oxford U.P. tr. 177–178.
12. ↑  McNeill, America, Britain, and Russia: their co-operation and conflict, 1941–1946 (1953) trang 388–390.
13. ↑  Erik J. Zurcher, Turkey: A Modern History (3rd ed. 2004) pp 203–5
14. ↑  A. C. Edwards, "The Impact of the War on Turkey," International Affairs (1946) 22#3 trang. 389–400 tại JSTOR
15. 1 2 3  Roberts, Geoffrey (Fall 2007). "Stalin at the Tehran, Yalta, and Potsdam Conferences". Journal of Cold War Studies. 9: 6–40 – via EBSCOhost.
16. ↑  Ehrman, John (1956). Grand Strategy Tập 5, tháng 8 năm 1943-tháng 9 năm 1944. London: HMSO (British official history). tr. 429, 430. {{Chú thích sách}}: |ngày truy cập= cần |url= (trợ giúp)
17. 1 2 3 4 5 6  Eubank, Keith (1985). Summit at Tehran. New York: William Morrow and Company, Inc. tr. 170-173.
18. 1 2  Mayle, Paul (1987). Eureka Summit: Agreement in Principle and the Big Three at Tehran, 1943. London and Toronto: Associated University Presses. tr. 57-59.
19. 1 2  Dolgopolov, Nikolai (ngày 10 tháng 1 năm 2014). Triple jeopardy: the Nazi plan to kill WWII leaders in Tehran. RIA Nowosti vom 4.
20. ↑  Юрий Львович Кузнец: Тегеран-43: Крах операции "Длин. прыжок". ЭКСМО, Moskau 2003, ISBN 5-8153-0146-9

### Những nguồn chính
- Miscellaneous No. 8 (1947) "Military Conclusions of the Tehran Conference. Tehran, ngày 1 tháng 12 năm 1943." British Parliamentary Papers. By Royal Command. CMD 7092 Presented by the Secretary of State for Foreign Affairs to Parliament by Command of His Majesty.